# Verba deponentia
Verba deponentia – grupa czasowników o znaczeniu czynnym, występujących jednak w formie innej strony, np. biernej lub medialnej. Czasowniki mające część form czynnych a część biernych noszą nazwę verba semideponentia. Nazwa pochodzi od łacińskiego czasownika depono, deponere – pozbyć się – i w domyśle oznacza czasowniki, które pozbyły się strony czynnej. 

## Łacina
Verba deponentia, podobnie jak czasowniki zwykłe, mogą należeć do jednej z czterech koniugacji . Mogą konotować dopełnienie bliższe. W tradycyjnych gramatykach łacińskich verba deponentia traktowane są jako oddzielna strona, niezależna od czynnej i biernej.

### Przykłady

#### Koniugacja I
- conor, conari, conatus sum – próbować: Milites montes transire conati sunt – Żołnierze próbowali przejść góry
- consolor, consolari, consolatus sum – pocieszać: Uxor virum consolatur – Żona pociesza mężczyznę.

#### Koniugacja II
- impleor, impleri, impletus sum – wypełniać: Latro saccum auro impletus est – Złodziej napełnił worek złotem.
- vereor, vereri, veritus sum[4] – bać się: Oppidani hostes verebantur – Mieszkańcy miasta bali się wroga.

#### Koniugacja III
- labor, labi, lapsus sum – pośliznąć się: Puella in via glaciata lapsa est – Dziewczynka pośliznęła się na oblodzonej drodze.
- proficiscor, proficisci, profectus sum – wyruszać: Navis mane proficiscitur – Statek wyruszy rano.
- sequor, sequi, secutus sum – iść za kimś: Puer felem sequebatur – Chłopiec szedł za kotem.

#### Koniugacja IV
- opperior, opperiri, oppertus sum – czekać: Exercitus auxilium opperiebatur – wojska czekały na posiłki.
- mentior, mentiri, mentitus sum – kłamać[5]: Magister discipulos mentitus est – Nauczyciel okłamał uczniów.

Czasownik orior, oriri, ortus sum (powstawać) przyjmuje większość form III koniugacji, w konjunktiwie imperfectum może przyjmować formy orerer lub charakterystyczną dla koniugacji IV formę orirer.

### Zachowane formy strony czynnej
Verba deponentia mają następujące zachowane formy strony czynnej :
- imiesłów czynny czasu teraźniejszego: hortans, oriens
- imiesłów czynny czasu przyszłego: hortaturus
- bezokolicznik czynny czasu przyszłego: hortaturum esse
- gerundium: hortandi, oriendi
- supinum: hortatum, hortatu

Imiesłów bierny czasu przyszłego ma znaczenie bierne: hortandus – ten, który ma być upomniany, ten, którego trzeba zachęcić.
W przypadku niektórych czasowników imiesłów bierny czasu przeszłego może mieć znaczenie zarówno czynne jak i bierne: partitus – podzielony .

### Wzór odmiany
Dla czasownika sequor, sequi, secutus sum – iść za kimś, podążać, śledzić.

#### Tryb oznajmujący
| Czas               | liczba pojedyncza                | liczba mnoga                         |
| ------------------ | -------------------------------- | ------------------------------------ |
| teraźniejszy       | sequor, sequeris, sequitur       | sequimur, sequimini, sequuntur       |
| przeszły imperfect | sequebar, sequebaris, sequebatur | sequebamur, sequebamini, sequebantur |
| przyszły I         | sequar, sequeris, sequetur       | sequemur, sequemini, sequentur       |
| przeszły perfect   | secutus sum, es, est             | secuti sumus, estis, sunt            |
| zaprzeszły         | secutus eram, eras, erat         | secuti eramus, eratis, erant         |
| przyszły II        | secutus ero, eris, erit          | secuti erimus, eritis, erunt         |

#### Tryb łączący
| Czas               | liczba pojedyncza                | liczba mnoga                         |
| ------------------ | -------------------------------- | ------------------------------------ |
| teraźniejszy       | sequar, sequaris, sequatur       | sequamur, sequamini, sequantur       |
| przeszły imperfect | sequerer, sequereris, sequeretur | sequeremur, sequeremini, sequerentur |
| przeszły perfect   | secutus sim, sis, sit            | secuti simus, sitis, sint            |
| zaprzeszły         | secutus essem, esses, esset      | secuti essemus, essetis, essent      |

### Verba semideponentia
Czasowniki tego typu mają część form w stronie czynnej, część zaś w stronie biernej o znaczeniu czynnym. Są dwie grupy czasowników:
- mające bierną formą perfectum, np. audeo, audere, ausus sum
- mające bierną formę czasu teraźniejszego, np. revertor, reverti, reverti[6]; devertor, deverti, deverti[8].